# NGC 4250
NGC 4250 (również PGC 39414 lub UGC 7329) – galaktyka spiralna z poprzeczką (SB0-a), znajdująca się w gwiazdozbiorze Smoka. Odkrył ją William Herschel 7 kwietnia 1793 roku.